# Emilio Amavisca Albo
Emilio Amavisca Albo (Laredo, Cantabria, España 6 de junio de 1946) es un exfutbolista español que se desempeñaba como defensa. Es el padre del también futbolista, internacional por España, José Emilio Amavisca Gárate.

## Clubes
| Club                      | País   | Año       |
| ------------------------- | ------ | --------- |
| Burgos Club de Fútbol     | España | 1966-1969 |
| Pontevedra Club de Fútbol | España | 1969-1975 |